# Secundino González
Secundino González Romero es un periodista español con una larga trayectoria en Television Española (TVE).

## Biografía
Tras finalizar sus estudios de Periodismo, ingresa en Televisión Española en 1976. A lo largo de los siguientes quince años desarrolla su actividad profesional en los servicios informativos de la cadena.
En 1981 colabora con Pedro Macía y Rosa María Mateo en el espacio Crónica 3. Un año más tarde se le asigna la conducción de la Última edición de Telediario, junto a Santiago López Castillo.
Su siguiente destino es el de Subdirector del Telediario segunda edición de Luis Mariñas a partir de febrero de 1983. Tras la destitución de Mariñas, Secundino González dimitió de su cargo en julio de 1984, en solidaridad con aquel.
Después de un tiempo de inactividad, le correspondió la dirección y presentación, junto a Isabel Tenaille, del Telediario del fin de semana entre enero y septiembre de 1987.
Su siguiente proyecto fue el espacio documental Nuestra Europa (1989-1990). 
En mayo de 1990 rechazó su ratificación para el cargo de Jefe de Informativos de la cadena autonómica Telemadrid, por la polémica generada por la destitución de su predecesor en ese cargo Fermín Bocos. 
Un año después, en febrero de 1991, la dirección de TVE le asigna la dirección del magazine Cada mañana, que presenta junto a María San Juan.
Alejado de los medios, en los últimos años se ha dedicado a impartir charlas y conferencias sobre comunicación.